# ロイツマ・ガール
ロイツマ・ガール（Loituma Girl）、別称リークスピン（Leekspin）は、ロイツマの歌うフィンランド民謡「イエヴァン・ポルッカ」の一部分に、日本のテレビアニメに登場するキャラクターを組み合わせた動画の通称。
元はインターネット上にFlashアニメ（MADムービー）として無料公開されたものであり、ブームの始まりは2006年の4月下旬頃だと推定されている。その元気の出る歌声とキャラクターの朗らかな表情、背景の変な渦巻き模様、そして長ネギを回すという意味不明な行為が相まって多くの人から愉快ととらえられて流行した。
動画の作者は不明であるが、日本国外で制作されたものと考えられている。ロイツマのメンバーの一人であるティモ・ヴァーナネンは、フィンランドの新聞『Helsingin Sanomat』で「最初、ホームページへの膨大なアクセスがあり、その多くはロシアからだった。それをたどることでこのアニメーションの存在を知った」と語っている。このことから「ロイツマ・ガール」はロシアから広まった作品だと推定される。

## 楽曲
Flashアニメで使用されているのは、楽曲の第5節後半から第6節までの26秒間であり、これが繰り返される。ここは「イエヴァン・ポルッカ」の原曲としては間奏であり決まった歌詞はないが、歌い手ごとに即興で歌詞が付けられる場合がある。ロイツマはここにスキャットを入れている。アカペラで歌う際に付け加えた部分である。
このスキャットに言葉としての意味はないが、「クリカン・クッカ・ヤ・キリカン・クー」（kurikan kukka ja kirikan kuu）の部分についてのみフィンランド語で「クリッカの花とキリッカの月」という意味になる。クリッカ（Kurikka）はフィンランドの地名であるが、キリッカは不明。

## 動画
Flashアニメには、テレビアニメ『BLEACH』の登場人物・井上織姫が長ネギを回す4フレームが使用されている。これは2004年10月12日に放送された同作の第2話「死神のお仕事」の中で、買い物帰りに車に轢かれそうになった織姫が、通りかかったクラスメイトの黒崎一護たちに自分と夕食の食材（ネギ・バナナ・ようかん・バター）の無事を示すため、冗談交じりにネギを振り回したシーンである。食材の組み合わせの異様さは織姫の味覚音痴という設定による。このシーンはユーモアを活かすため底抜けに明るい笑顔で描かれている。
2020年末のAdobe Flashのサポート終了に伴い、インターネットアーカイブの公式ブログに同年11月19日（現地時間）、「Flash Animations Live Forever at the Internet Archive」と題した記事が掲載され、同団体がウェブアーカイブとして保存したFlashアニメを、Adobe Flashエミュレータ「Ruffle」を用いて再生できるようにしたことを発表。その記事のトップに「Loituma Girl」が掲載された。同記事では「厳選された最高の代表的なFlashアイテムのコレクション」として紹介され、Flashアニメの代表作のひとつとして「ロイツマ・ガール」が掲載されている。同記事では他にも「キャラメルダンセン」のFlashアニメ（曲は英語バージョン）などが紹介されている。この記事については日本のニュースサイトでも取り上げられた。

## 影響
2007年6月に発売されたロイツマのドイツ版シングルでは、CDジャケットの表面にメンバーの1人がネギを持った似顔絵が描かれたほか、裏面にはロイツマの4人がネギを持った写真が配されている。
2007年9月に発売されたPlayStation 2用ゲーム『BLEACH 〜ブレイド・バトラーズ2nd〜』では、隠し要素として織姫に長ネギを持たせることが可能である。
オランダではSMS2.tvという企業が、著作権者に承諾を取らず携帯電話の動画として売ろうとしたことがあった。その際には"Meisje met de Prei"（「ニラを持っている少女」）と宣伝された。ロシアではそのソングクリップを売っている。

### 派生作品
このFlashアニメをパロディとした、多数の動画や歌のリミックスが制作され、YouTubeやニコニコ動画などの動画共有サイトに投稿された。
2007年にニコニコ動画で、歌い手をVOCALOID「初音ミク」にしたパロディ動画「VOCALOID2 初音ミクに『Ievan Polkka』を歌わせてみた」が投稿された。ここでも「イエヴァン・ポルッカ」を歌う初音ミク（から派生した「はちゅねミク」なるキャラクター）の手にはネギが握られており、その後の初音ミク人気の急上昇に伴い「初音ミクとネギ」の組み合わせが定番とされるようになった。なお、このパロディ動画の作者であるおんたま（原案：Otomania、作画：たまご）により、4コマ漫画『はちゅねミクの日常 ろいぱら！』が月刊コンプエース（角川書店）で連載された。